# Demencia
A demencia a gondolkodás, az érzelmek és a társas képességek hanyatlása, ami korlátozza a társas életet és a teljesítőképességet. Többnyire az agy igazolható betegségével jár együtt. Mindenekelőtt a rövid távú emlékezet, távolabbról azonban a hosszú távú memória, a nyelv és a mozgás is érintett, amely azonban csak a betegség előrehaladásával válik feltűnővé. A korábbi szellemi teljesítményhez, akár a veleszületett értelmi fogyatékossághoz képest mértékadó a már meglevő képességek elvesztése. A mai orvostudomány több olyan okot is ismer, amely demenciát okozhat, és ezek némelyikét gyógyszeres kezeléssel lassítani tudja. Leggyakoribb és legismertebb oka az Alzheimer-kór. A demencia a sérülések által okozott intelligenciavesztéstől eltekintve majdnem mindig idős korban, a 60. életév után kezdődik, így az időskori pszichiátriai zavarok közé tartozik.

## Definíciója
A demencia diagnosztikai kritériumai magukban foglalják az értelmi, érzelmi és a társas képességek hanyatlását, melyek korlátozzák a társas életet és a teljesítőképességet. Vezető tünete az emlékezetzavar. Kezdetben a rövid távú memória károsodik, mind a felidézés, mind a megjegyzés zavart szenved. Később a hosszú távú emlékezetből is eltűnnek emlékek, így a beteg egyre több készséget és képességet veszít el.

### Az ICD 10 szerint
A ICD-10 szerint a demencia egy szindróma, ami egy krónikus vagy egyre súlyosbodó agybetegség következménye. A magasabb kognitív funkciók károsodásával jár, így károsodik az emlékezet, a gondolkodás, tájékozódás, megértés, számolás, tanulás, nyelv, véleményalkotás, döntéshozatal. Az öntudat tiszta. A demencia megállapításához a tüneteknek legalább fél éven át fenn kell állniuk. Az érzékszervek a megszokott módon működőképesek, az érzékelés zavartalan. Mindezeket rendszeresen kísérik az érzelmi élet zavarai, az érzelmi kontroll, a motiváció és a társas viselkedés megváltozása. Lehet, hogy éppen ezek a változások a legfeltűnőbbek. Előfordulnak az Alzheimer-kórban, az agy érbetegségei miatt, és más állapotokban is, amelyek közvetlenül vagy közvetve károsítják az idegsejteket.

### A DSM-IV szerint
A DSM-IV szerint a kognitív deficit észrevehető károsodást okoz a társas életben és a munkateljesítményben, és a korábbiakhoz képest lényeges rosszabbodást eredményez. Mindezek nem az öntudat hirtelen zavara vagy delírium miatt jelentkeznek. Az emlékezet zavarához ezek közül még egynek társulnia kell:
- Afázia: a nyelv és a beszéd zavara
- Apraxia: a cselekvés zavara
- Agnózia: a tárgyak és a személyek felismerésének zavara
- Diszexekutív szindróma: a tervkészítés, szervezés, sorrend megtartásának zavara

## Gyakorisága
Egy Berlinben végzett, időseket vizsgáló felmérés ezeket a gyakoriságokat találta:
| Korcsoport         | A demenciabetegek aránya |
| ------------------ | ------------------------ |
| 65-69              | 1,2%                     |
| 70-74              | 2,8%                     |
| 75-79              | 6,0%                     |
| 80-84              | 13,3%                    |
| 85-89              | 23,9%                    |
| 90 éves kor fölött | 34,6%                    |

A kutatók abból indultak ki, hogy a demens betegek felét háziorvosuk nem diagnosztizálta.

## Rizikófaktorok és megelőzés
A demencia fő kockázati tényezője a magas életkor. A nők magasabb aránya is a hosszabb várható élettartamra vezethető vissza. Egy másik fontos tényező a depresszió. Gyakran jelentkezik a demencia korai szakaszában, és a demencia támogatja a depresszió megjelenését. Ehhez hozzájárul az, hogy a pszichiátriai betegségek hiányos ismerete miatt gyakran félrediagnosztizálják a betegséget. Emiatt megtörténhet, hogy a mini mentális állapotteszt egy idő után javulást mutat.
További tényezők a keringési rendszer zavarai, például a magas vérnyomás; a magas homociszteinszint, a veseelégtelenség, az elhízás és a cukorbetegség. Itt az érrendszer károsodása, az inzulin felépítésének, lebontásának és jelző szerepének zavara, és a glükóztranszformáció hibája az agyban.
A jelenlegi orvostudományi módszerek csak csekély mértékű javulást tudnak elérni. Emiatt különösen fontos a megelőzés szerepe. Így szerephez jut a vérkeringési rendszer ellenőrzése, a mozgás és az étkezés összehangolása, a társas kapcsolatok kialakítása és fenntartása, a depresszió és a cukorbetegség kezelése. A dohányzás egy további lehetséges rizikófaktor, emiatt a leszokás is segíthet megelőzni a demenciát. Egy viszonylag új kutatás szerint a rendszeres mozgás, a napi zöldség- és gyümölcsfogyasztás, mértékletes alkoholbevitel és a nikotin mellőzése megelőzheti a demenciát.  Eszerint a normális testsúlynak nincs különösebb szerepe a demencia megelőzésében.
Egy 2012-ben véget ért hosszú távú kutatás kapcsolatot mutatott ki a fogazat állapota és a demencia között. Eszerint a legalább 13 hiányzó fog 1,85-szörösére növeli a demencia kockázatát, hogyha a hiányokat nem pótolják rögzített fogpótlással. Ez a kutatás 4425, kezdetben 65 éves japánt követett négy éven át. Közülük 220 betegedett meg demenciában.

## Okai és típusai
A német nyelvterületen az okok, az Amerikai Egyesült Államokban inkább az agykárosodás helye szerint rendszerezik a demenciát.

### A német neurológiai társaság szerint
Keletkezése szerint a demencia lehet érrendszeri, degeneratív vagy ezek együttese.
- Érrendszeri demencia (VAD)[13]

- Többszörös infarktus szindróma: nagyobb, egyenkénti vagy többszörös iszkémiás vagy hemorrhágiás események az idegszövet kritikus tömegének csökkenésével (100 ml).
- Stratégiai sérülések: a kisebb szövetpusztulások nagy mértékű funkciózavart okoznak, mert a szövetpusztulások kulcsfontosságú területeket érintenek.
- Mikroangiopátiás sérülések

- multilakunáris szindróma
- szubkortikális érrendszeri enkefalopátia, SVE

- Mikroedények módosulása

- kapillárisvesztés
- a vér-agy gát zavarai

- Genetikai alapbetegségek:

- CADASIL-kór
- HERNS-szindróma
- családi angol demencia, HCHWA-D holland, HCHWA-I izlandi típus

- Degeneratív demencia[14][15]

- Alzheimer-kór
- Frontotemporális demencia
- Lewy-testecske-demencia

### Az ICD 10 szerint
Az ICD 10 így rendszerezi a demenciát:
- Az Alzheimer-kór által kiváltott demencia
- Érrendszeri demencia

- akut kezdetű VAD: több kisebb szélütés után egy nagyobb infarktus az agyerekben kialakult trombózis, embólia vagy vérzés miatt
- multiinfarktus demencia: elsősorban kérgi demencia, általános kezdet, az infarktusok halmozódásával
- kéreg alatti érrendszeri demencia: magas vérnyomás, iszkémiák sorozata a féltekék fehérállományában, az Alzheimer-kórhoz hasonló tünetekkel
- vegyesen kérgi és kéreg alatti demencia
- egyéb érrendszeri demencia
- közelebbről nem meghatározott érrendszeri demencia

- Másodlagos demencia (másik betegség által okozott):

- Pick-kór
- Creutzfeldt–Jakob-szindróma
- Huntington-kór
- Parkinson-kór
- HIV
- máshova besorolt betegségek következményeként:

- epilepszia
- Wilson-kór
- hiperkalcémia
- hipotireózis
- mérgezések
- sclerosis multiplex
- neuroszifilisz
- pellagra
- panarteriitis nodosa
- szisztémás lupus erythematosus
- Trypanosomiasis
- B12-vitamin hiánya
- agyi lipid anyagcserezavar

### Más rendszerezések
Az Amerikai Egyesült Államokban megkülönböztetik a kérgi és a kéreg alatti demenciát.  Ezek nemcsak helyükben, hanem tüneteikben is különböznek. Az Alzheimer-kór a kérgi demencia klasszikus formája. A kéreg alatti demencia ismert típusai a szubkortikális arteroszklerotikus enkefalopátia, és a következőkhöz társuló demencia: a Parkinson-kór, a normál nyomású vízfejűség, a Wilson-kór és a Huntington-kór.
Kapcsolatot sejtenek a demencia és a krónikus veseelégtelenség között.

## Elterjedtsége
Leggyakoribb formája valószínűleg az Alzheimer-kór, amit 20%-kal követ az érrendszeri demencia.
A neuropatologikus vizsgálatok alapján az agyi elváltozások már fiatal felnőttkorban megjelennek, és az életkor előrehaladtával egyre súlyosabbakká válnak. A demencia akkor jelentkezik, amikorra az agysejtek nagy része már tönkrement. Azonban csak az esetek egyharmadában tudták kétségtelenül bizonyítani az összefüggést egy neurodegeneratív betegséggel bizonyítani.
| A demencia leggyakoribb okai (becsült számok 2005 augusztusából) | A demencia leggyakoribb okai (becsült számok 2005 augusztusából) |
| ---------------------------------------------------------------- | ---------------------------------------------------------------- |
| Alzheimer-kór                                                    | ca. 50–60%                                                       |
| Érrendszeri demencia                                             | ca. 20%                                                          |
| Vegyes                                                           | ca. 15%                                                          |

| Másodlagos demenciák (becsült számok 2005 augusztusából) | Másodlagos demenciák (becsült számok 2005 augusztusából) |
| -------------------------------------------------------- | -------------------------------------------------------- |
| Lewy-testecske betegség és Parkinson-szindróma           | ca. 10–20%                                               |
| Frontotemporális demencia                                | ca. 5–10%                                                |
| Más                                                      | < 5%                                                     |

A pontos számok nem ismertek, mivel nehéz egymástól megkülönböztetni a típusokat, és a keverékformák gyakoriak.

## Felismerése
A tünetek alapján kialakított feltételezés megerősítésére a beteg kórtörténete alapján választanak képalkotó eljárást. Lényegesek a beteggel közvetlen kapcsolatban állók megfigyelései is. A betegnek rendszerint nem tűnik fel a memóriazavara, sőt, a határidőkre jól emlékezhet. Másrészt viszont lehetséges, hogy depressziója miatt a valóságosnál súlyosabbnak érzi emlékezetzavarát. A mágneses rezonancia vizsgálat, a komputertomográfia és az elektroenkefalográfia jó arra is, hogy a demenciát meg tudják különböztetni más agyi betegségektől.
A kezelhető okok feltárására vérvizsgálatot is végeznek. Az általános vérkép mellett mérik a cukorszintet, a B12-vitamin-szintet, a máj, a vese működésére utaló anyagok szintjét, vizsgálják az elektrolitokat, a pajzsmirigyhormonokat és a CRP-t. A gyanú megerősítésére pszichometriai teszteket végeznek: óratesztet, MMSE-t, vagy DemTectet. A későbbiekben is használják a teszteket az állapotváltozások nyomon követésére és a kezelések sikerességének felmérésére.
A mai technika már elég fejlett ahhoz, hogy már a kezdet kezdetén is felismerje a demenciát. A korán felismerhető jelek közé tartozik a halántéklebeny közepének sorvadása, a τ- és β-amiloid szintje az agy-gerincvelői folyadékban, és a kérgi anyagcserezavar. Az amiloidot PET-ligandumokkal teszik láthatóvá a képalkotó eljárások számára. Ezekből a leletekből megjósolható a demencia későbbi lefutása. Ez azt a reményt is táplálja, hogy a kalóriában szegényebb étrenddel vagy több testmozgással megelőzhető a demencia kialakulása. A német kutatók által kialakított pontozásos rendszer lehetővé teszi, hogy a háziorvosok technikai segédeszközök nélkül is fel tudják ismerni az Alzheimer-kórt az időseknél. A pontrendszer 80%-os valószínűséggel megjósolja a betegséget.
A fluordezoxiglükózzal végzett pozitronemissziós tomográfia alkalmas arra, hogy elkülönítsék a demenciát más betegségektől. Így már nagyon korán kimutathatók azok az agyterületek, ahol lelassult a glükóz anyagcseréje. Ezzel az Alzheimer vagy a frontotemporális demencia is felderíthető. A depresszióval járó demenciák egy másik mintázattal tűnnek ki.
Az extrapiramidális mozgászavarral kísért demencia kimutatására szcintigráfiát használnak, J123 beta-CIT vagy DAT-szkennel, J123-IBZM szcintigráfiát és PET-et levodopával. Ezzel elkülöníthető az Parkinson-kór, a multiszisztémás atrófia, a progresszív szupranukleáris szemizombénulás és a tremor.

## Elkülönítése más betegségektől
Több pszichikai és neurológiai zavar is összetéveszthető a demenciával:
- depresszió
- Enyhe kognitív zavar
- Elkerülő viselkedés
- Depriváció, hospitalizmus, különösen idősek otthonában
- Delírium
- Mutizmus
- Afázia
- Kiszáradás

## Tünetei
A demencia tünetei változatosak lehetnek és függenek annak típusától és fázisától. A leggyakrabban érintettek a memóriazavarok, térlátás-problémák, beszédproblémák, figyelemzavarok, és a problémamegoldó képesség csökkenése.A demencia legtöbb válfaja lassan alakul ki, progresszív módon. Mire az adott személy elkezdi produkálni a tüneteket, az agyában a folyamat már régen elkezdődött. Lehetséges az is, hogy a demenciának egyszerre két típusában szenvedjen az illető. A betegek kb. 10%-a úgynevezett kevert demenciában szenved, mely általában az Alzheimer-kór és egy másik demencia (jellemzően frontotemporális vagy vaszkuláris) keveréke.
A tünetek legtöbbször az alábbiak lehetnek:
- egyensúlyproblémák
- remegés
- beszéd elnehezülése
- evési vagy nyelési problémák
- memóriazavarok (a beteg azt hiheti, hogy egy emlék megtörtént, pedig valójában nem, gondolhatja egy régi emlékről, hogy az egy új, vagy összekeverheti az embereket az emlékeiben)
- kóborlás vagy nyughatatlanság
- érzékelési és vizuális problémák

Emellett a beteg viselkedése is megváltozhat, az alábbi jellegzetességek mentén:
- izgatottság
- depresszió
- szorongás
- mozgászavarok
- feldobottság
- haragos kedv
- apátia
- lazult társadalmi fékrendszer (az illető "megfeledkezik magáról")
- tévképzetek (például a beteg azt hiszi, hogy lopnak tőle), esetleg hallucináció
- változás az alvási és étkezési szokásokban

A demencia viselkedészavarait a BPSD (Behavioural and Psychological Symptoms of Dementia) rövidítés foglalja össze. Közéjük tartozik az afázia (76%), a céltalan bolyongás (64,5%), evészavarok (ehetetlen evése 63,7%), ingerlékenység és érzelmi labilitás (63%), alvászavarok (53,8%), depresszió (54,3%), szorongás (50,2%), tévképzetek (49,5%), gátlások megszűnése  (29,5%), hallucináció (27,8%), eufória  (16,6%). A zárójelekben levő számok az egyes tünetek előfordulásának gyakoriságát jelzik az Alzheimer-kóros betegeknél.
Ha a demenciában szenvedő beteg rádöbben a képességeinek a korlátaira ilyen helyzetekben, akkor váratlanul és hirtelen érzelmi reakciót okozhat nála (pl. elsírja magát vagy dührohamot kap). A betegség gyakori társtünete a pszichózis (állandósult tévképzetek) és az agresszióra való hajlam.

### Kezdeti stádium
A demenciában szenvedő beteg tünetei ekkor kezdenek a külvilág számára is láthatóvá válni, és a mindennapi tevékenységekbe is beszűrődni. Attól függően, hogy a betegség mely típusában szenved, ez eleinte a bonyolultabb mindennapi tevékenységek elnehezülését jelenti, akár a házimunkában, akár a munkahelyen. A beteg képes magát ellátni és önállóan élni, de már bizonyos dolgokak elfelejthet, például bevenni a gyógyszerét vagy kimosni a ruhákat; ezért gyakran szorulhat emlékeztetőkre. Memóriaproblémák is felléphetnek ekkor, illetve az illető nehezen találja a szavakat, és nehezebben mennek számára a különféle tervezéssel - előre megszervezéssel kapcsolatos tevékenységek is. Ilyenkor kezd el felbukkanni a pénz kezelésével kapcsolatos nehézség. A beteg könnyen eltéved, ha új helyen jár, ismételgethet dolgokat, a személyisége is megváltozhat, valamint elkezdi kerülni a társas kapcsolatokat.
Ebben a fázisban a tünetek meghatározásakor nagyon fontos szempont, hogy tudjuk, hogyan élt egy ember öt-tíz évvel korábban, illetve mennyire volt tanult és művelt. Például egy könyvelő esetében, akinek hirtelen problémái támadnak a számokkal, a demencia valóban megállapítható, szemben például olyasvalakivel, aki kevésbé iskolázott vagy soha nem kellett a saját pénzügyeivel törődnie.
A kognitív tünetek a demenciák legfőbb tünetei. Elsősorban a rövid távú emlékezet érintett, a feledékenység normális. A kezdeti szakaszokban a személy külső arculata még jól működik, mivel az emlékezetzavar felszínes kapcsolatokkal leplezhető. Ez különösen azoknál sikeres, akiknek sok ismerősük volt, így az üzenet egyes tartalmi szakaszait jobban tudják pótolni.

### Előrehaladott állapot
Később a gondolatok tartalmi elemei mélyebben is sérülnek. A demencia súlyosbodásával újabb zavarok jelentkeznek, mint szómegtalálási nehézség, számolási zavar, a térérzékelés zavara, és erős fáradtság. Emiatt gyakran eltévednek, különösen, ha az évtizedek óta megszokott környezetben új épületeket húznak fel.
Egyes demenciák esetén a mozgászavarok korábban, míg másoknál később kezdődnek. A Parkinson-kórban már nagyon korán fellépnek. A betegek egyre merevebbek lesznek, járásuk kis léptűvé, csoszogóvá válik. Menet közben szétterpesztik lábukat. Könnyen elesnek, különösen, ha testtartási reflexeik is zavart szenvednek.
Végül már a saját legközelebbi hozzátartozóikat sem ismerik fel. Apátiába esnek, nem tudják visszatartani a vizeletüket, és ágyhoz kötötté válnak.
A demencia megrövidíti az élettartamot, azonban a halált nem maga a demencia, hanem más betegségek okozzák.

### Viselkedészavarok
Bármely demenciában előfordulhatnak pszichiátriai tünetek. A Parkinson-kórt kísérő demenciára jellemzőek a látási hallucinációk; félhomályban olyan személyek bukkannak fel, akik nincsenek ott. A betegek beszélgetni kezdenek velük. Ebben a szakaszban még tudják, hogy az adott személyek igazából nincsenek jelen. Később állatokat, mesebeli lényeket látnak, vagy mintákat a falon. Ezek után groteszk, többnyire félelemkeltő dolgokat, eseményeket látnak, például az ufók általi elrablásról számolnak be. Nem ritkán a betegek agresszívvá válnak, mivel családtagjaik, gondozóik is beépülnek téveseszméjükbe.
A betegek elveszítik kezdeményezőképességüket. Elhanyagolják hobbijaikat, a tisztálkodást, és otthonuk rendben tartását is. Végül még az önálló táplálkozásra is képtelenekké válnak. Nincs szándékukban enni, nem érzik az éhséget, elfelejtik megrágni és lenyelni az ételt. A nappali-éjszakai életritmus felborulása nagyban megnehezítheti gondozásukat.

## Megélése
Könnyebbé válik a kommunikáció a demens beteggel, hogyha megpróbáljuk beleélni magunkat az ő helyzetébe.
A demens betegek számára a világ furcsa, és érthetetlen, mivel elveszítették a tájékozódóképességüket. Nem tudják a személyeket, tárgyakat, helyzeteket egy nagyobb rendszerbe betagozni. Emlékezetükre támaszkodva próbálják megérteni és kezelni a helyzeteket. Azonban hiányzik a tudás és a nagyobb összefüggések biztos megértése. Gyakran eltűnik a különbség a jelen és a múlt, a valóság és az álom között. Gyakoriak a hallucinációk, és a gondozók hiába próbálják megértetni a beteggel azok irreális voltát. Ideális esetben ki tudják deríteni a hátterüket, és eszerint kezelni őket.
Ha a beteg még felismeri, hogy nem megfelelően reagált a helyzetre, akkor nyugtalanná válhat, és szoronghat emiatt.
A demensek több időt igényelnek a cselekvésekhez és a reakciókhoz. Például előrehaladott állapotban nem lehet természetes módon táplálni, mivel hiányzik az a hajtóerő, hogy lenyeljék a falatot (abulia). A végső állapotban a személyzet ideje és türelme határára ér.
A betegek gyakran úgy érzik, hogy nem értik meg őket, parancsolgatnak nekik és gyámkodnak fölötte, mivel nem értik, hogy a személyzet miért akarja azt, amit. A betegek többnyire ki tudják fejezni akaratukat.  Sokáig képesek azt érzékelni, hogy mások unatkoznak vagy viselkedése kínos a számukra. A késői szakaszban elvész az érzelmi kapcsolatteremtés képessége, ami megterhelő a hozzátartozók számára.
A demens betegek hamar idegesekké válnak, ha olyan dolgokra emlékeztetik őket, amiket elfelejtettek megcsinálni. Ez egyrészt azért kellemetlen nekik, mert emlékezteti őket a feledékenységükre, másrészt arra utal, hogy figyelmetlenségük miatt hibát követtek el.
Ők is átélik érzelmeiket. Különösen súlyos probléma a depresszió, ami kezdődhet a demencia előtt, másrészt a demencia korai szakaszában, amikor a beteg érzi hanyatlását korábbi önmagához képest. Mivel a két betegség tünetei hasonlóak, ezért a felületes szemlélő könnyen összetévesztheti őket. A demencia előrehaladásával egyre szegényedik, sekélyesebbé válik az érzelemvilág. A növekvő érdektelenséggel párhuzamosan a beteg egyre kevésbé képes örülni, vagy szomorkodni, illetve érzéseit kifejezni.
A bánásmódnak figyelembe kell vennie a betegség megélését. Hasznosnak bizonyultak a következők: az emlékezet gondozása, a validálás, a bazális stimuláció és a magatartás-terápia.

## Kezelése

### Gyógyszeres kezelése
A demencia gyógyszerei közé tartoznak a központi hatású Cholinergicumok. Ide tartozik a Donepezil, a Galantamin és a Rivastigmin. A Memantin szintén a demencia kezelésére szolgál, de nem tartozik az előbbi csoportba. A német Institut für Qualität und Wirtschaftlichkeit im Gesundheitswesen 2009-es és 2010-es vizsgálatai szerint a Memantinnak semmilyen klinikai hatása sincs az Alzheimer-kórra.  A klinikai tapsztalatok szerint egyes betegeken segítenek a gyógyszerek, másokon nem. A demencia nem gyógyítható, és nem tehető tünetmentessé; a korai szakaszban megkezdett gyógyszerezés egy-két évig tudja késleltetni az állapot további romlását.
A tablettás formátum mellett egyes gyógyszerek tapaszként is használhatók. Ez lehetővé teszi a nagyobb adagokat, a pontosabb adagolást, és egyszerűbb a használatuk, mivel nem kell őket lenyelni. A tapaszok alkalmazásával a hatóanyag szintje egyenletesen tartható, ezzel a mellékhatások is gyengülnek.
A fokhagyma és a Piracetam hatása vitatott, nemkülönben a ginkgo biloba haszna is. A fent már említett német intézet egy 2008-as kutatása szerint az EGb 761-kivonat hatásos adagja Alzheimer-kóros betegeknél napi 240 milligramm. Az Amerikai Egyesült Államokban a Ginkgo Evaluation of Memory kutatás azonban hatéves utánkövetéssel nem találta hasznosnak sem az Alzheimer-kór megelőzésében,  sem az értelmi képességek leépülésének megakadályozásában. Viszont a kutatásban módszertani hibákat követtek el, amire maguk a szerzők is utaltak.
A Cochrane Collaboration 2008-ban ugyanarra az eredményre jutott, mint az amerikai kutatás. A nyugtatók és az alvászavarok kezelésére szolgáló készítmények, valamint a napi életritmust szabályozó szerek rontják a szellemi képességeket. Ugyanez teljesül az anticholinerg mellékhatású neuroleptikumokra, amelyeket a hallucinációk ellen használnak. Az érrendszeri demencia ellen egyrészt az érrendszeri betegséget kezelő gyógyszerek, másrészt maga a demencia elleni gyógyszerek is hasznosnak bizonyultak. Ezek közé tartoznak az acetilkolinészterázgátlók, vagy a Memantin.

### Nem gyógyszeres kezelése
A beteg közérzetének javítására, képességeinek minél tovább tartó megőrzésére és a tünetek enyhítésére ezeket a nem gyógyszeres eljárásokat dolgozták ki:

#### Emlékezettréning
Az emlékezettréning a beteg vagy a betegséget megelőzni akaró egyén szellemi képességeinek szervezett és rendszeres elmegyakorlata. Gyakorolják például az arcok felismerését fényképeken és a tájékozódást a környéken. Az életben betöltött hasznossága vitatott, mivel a betegnek szembesülnie kell hanyatlásával, ami helyzetének további romlásával járhat. Ezért csak a korai szakaszban és az aktuális állapothoz igazodva végzik.

#### Életrajzmunka
Az életrajzmunka az egyén életének mozzanatait, szokásait, szertartásait, tulajdonságait elemzi. Mit jelent az, hogy M. úr nem akar lefeküdni? Nem kapta meg az elalvás előtti italát, vagy hiányzik a felesége. Minél alaposabb ez az elemzés, annál könnyebben lehet megérteni a beteget. Alapos dokumentációt és a beteg gondozását végző személyzet együttműködését igényli. A Sigrid Hofmaier által kifejlesztett módszer olyan kérdésekkel kezd, amiket az új barátok is fel szoktak tenni, például érdeklődnek a kedvenc ételek, a kedvenc zenék és a hobbik iránt. Így a kérdező megtudhatja, hogy mit szeret és mit nem szeret a beteg, ami akkor is hasznos, ha a beteg elveszti a beszédét és külső segítségre szorul. Így a személyzet a hozzátartozók megkérdezése nélkül is közel kerülhet a beteghez.

#### Jelenléti tematikus kíséret
Hans Thomae fejlődéspszichológus dinamikus személyiségelmélete alapján Andreas Kruse egy kutatásában demens betegeket vizsgált, hogy nyitott, bizalmi kapcsolatokban személyes, az életük folyamán őket érdeklő témákat kapcsolatonként táplálják.
A módszer konkrétan arról szól, hogy közösen megbeszélik az adott témákat, átveszik a jellegzetes mintázatokat, amelyek az embert élete folyamán jellemezték. Ezek még akkor is megmaradnak, amikor a konkrét életrajzi esemény már elfelejtődött. Például egyes kifejezésmódok, nyelvismeretek vagy külföldi tanulmányok is sorra kerülhetnek.

#### Validáció
A validáció Carl Rogers kliensközpontú beszélgetésvezetésén alapul. A módszert Naomi Feil fejlesztette ki, hogy az idős, dezorientált emberek haláluk előtt még igyekeznek feldolgozni az el nem végzett feladataikat. Jelenlegi formájában nem az elvégzetlenül maradt feladatokra, hanem a beteg állapotára és maradék képességeire összpontosítanak. Ezek elfogadására kell rávezetni az idős beteget.

#### MAKS-terápia
A MAKS-terápia egy speciálisan a demens betegek igényeire szabott nem gyógyszeres eljárás, amely négy komponensből áll: a mozgás, a mindennapos tevékenységek elvégzésének képessége, a kognitív képességek és a spirituális képességekmegmozgatásából. Bajoroszágban a Neuendettelsau diakónia által üzemeltetett 5 otthon 98 lakóját vizsgálva a MAKS-terápiába bevont lakók a 12 hónapos kezelés alatt megőrizték képességeiket, míg a többiek hanyatlottak. A csoportos kezelést a bevontak pozitívan élik meg, hangulatuk javul, mindennapos feladataik elvégzéseihez szükséges és mentális képességeik megmaradnak. Legalább ugyanolyan hatásos volt, mint az akkoriban használatos Alzheimer-kórra adott gyógyszerek, sőt, a mindennapos képességekre még azoknál is jobb hatása volt, és nem voltak mellékhatásai.

#### ZiL-program
A ZiL német rövidítés, jelentése: vissza az életbe. A demens betegek és hozzátartozóik számára fejlesztették ki. Steffen Pekruhl a 21. század elején a demencia okaival és fejlődésével foglalkozott, és tesztkézikönyvet írt, és meghatározta a fejlesztési irányelveket. Ezek mind a betegek, mind hozzátartozóik részéről kedvező fogadtatásra talált. Ez egy egységes program, amely képes alkalmazkodni az egyéni jellegzetességekhez.

## Bánásmód
A bánásmód legfőbb eleme a türelem. A türelmetlenség azt jelzi a betegnek, hogy már megint rosszul csinált valamit, ami érzelmileg is rosszul esik, szomorúságot okoz, és a békétlenséget kelt.
Fontos továbbá a beteg romló memóriájával is tisztában lenni. Az emlékezőképesség romlásával a tanulási képesség is romlik. Amit mondanak neki, annak nagy részét néhány percen belül elfelejti, ezért nem jó vele időpontot egyeztetni. A kondicionálás azonban továbbra is működik. Ha például minden alkalommal az asztal egyik székéhez vezetik, és elmondják neki, hogy az az ő helye, akkor egy idő után magától is ezt a helyet fogja felkeresni. Még arra a kérdésre is tud válaszolni, hogy hol a helye. Ezzel szemben azonban jobb, ha nem kérdezgetjük. A mozgástér ellenőrzésére már léteznek különféle technikai berendezések, amelyek megakadályozzák, hogy a demens beteg felügyelet nélkül elhagyja az otthont. Így elkerülhetők bizonyos veszélyhelyzetek, a hozzátartozók vagy a riadólánc időben információhoz juthat a beteg hollétéről.
Egy demens beteg lánya, Stella Braam szerint a betegek gyámkodásként élik meg a személyesen nem hozzájuk illő elfoglaltságokat, a túl nagy, hangos tömeget, vagy akár a biztonsági berendezéseket.

### A demencia paradoxona
Jens Bruder az Alzheimer-kór kapcsán a demencia paradoxonáról beszél. Minél súlyosabb a betegség, a beteg annál kevésbé érzékeli annak súlyosságát, és annál kevésbé fogja fel, mennyire romlottak szellemi képességei, és más következményekkel is egyre kevésbé van tisztában.

### Kommunikáció
A beteggel egyszerű nyelven kell beszélni. Az értelmi képességek romlása mellett a nagyothallás is nehezítheti a kommunikációt. Minden mondat rövid legyen, és csak egy információt tartalmazzon; például ahelyett, hogy: „Állj fel, és vedd fel a kabátodat” helyett először csak annyit mondani: „Állj fel”, majd ha felállt, akkor mondani a következő utasítást. Az elvont fordulatoknál jobban értik a beszédfordulatokat, szólásokat és közmondásokat. Segíthet, ha feljegyezzük, hogy melyiket értette, és melyiket nem. Minden körülmények között kerülni kell a vitát a beteggel, még akkor is, ha nincs igaza, mivel a vita után rossz érzés marad vissza, amit tovább súlyosbít az, ha az adott fél belátta, hogy nincs igaza. A vita azért is fenyegető számára, mivel nem tud visszanyúlni a korábbi tapasztalataihoz, és a jövőnek sincs számára jelentősége. Majdnem mindig a jelenben él.
Hogyha már alig érti a beszédet, vagy alig tud beszélni, akkor is fontos, hogy minél több érzéken keresztül, és mozgással is érintkezésben maradjon vele a környezete. Figyelni kell az érzékek változásaira, például az ízlelés az édes felé tolódik el. A régi nóták, ismert népdalok hatására a beteg felvirágozhat. Erre is igaz, hogy ne terheljük túl egyik érzéket sem. Még a különböző érzékek együttes ingerlése is nyomasztóan hathat, mert nem tudja elkülöníteni az okokat. Meg kell találni a számára megfelelő egyensúlyt az ingerszegény és az ingergazdag világ között.
Ideális esetben a környezet képes beleélni a beteg helyzetébe, például a validáció eredményeként.
A környezetnek alkalmazkodnia kell a beteghez. Képzeljük el a következő helyzetet: az ember egy idegen helyen ébred fel a saját személyes tárgyai nélkül. Valaki bejön, és minden tájékoztatás nélkül mosdatni, öltöztetni és etetni kezdi, mintha ez lenne a természetes. Ez gyakori az idősek otthonába való költöztetés után. A gondozónak bele kell élnie magát a beteg helyzetébe, és minden cselekvését kommentálnia kell, valamint arról is tájékoztatnia kell a beteget, hogy mi lesz a következő lépés. Mivel a személyes tárgyak ismerősek, és biztonságot sugallnak, ezért fontos őket a beteg közelében tartani. Fontos a megfelelő megvilágítás is, mivel a térlátás károsodásával az árnyékok értelmezése is károsodik, így azok bizonytalanságot keltenek. A padló színeinek változását hullámokként értékelheti a beteg. Fontos, hogy a beteg biztonságban érezze magát, és képben legyen, különben nem fog együttműködni az őt ápolókkal.
Erwin Böhm a gyermekkori érzelmekre fókuszált a demens betegek rehabilitációjának érdekében. Bühm javasolja, hogy készítsék el a gyerek vagy fiatal szociogrammját, amibe azt is beírják, hogy szerzett örömet az egyénnek gyermek- és ifjúkorában. Ezek alapján újjáéleszthetők a gyermekkori emlékek. Így a betegek újra felvidulhatnak és boldogok lehetnek, és új életenergiákat nyerhetnek. Ezzel a betegség okozta károsodások mérsékelhetők.

### A gondozók helyzete
A demens betegek 90%-át családtagjaik gondozzák, 80%-ban nők. A gondozók tulajdonképpen feláldozzák életüket a beteg ápolásáért; ennek mértékét alulbecsülik. Gyakran még régi társas kapcsolataikat is elhanyagolják, és nem tudnak megfelelően kommunikálni a beteggel, akit ápolnak. Gyakran a korábbi szeretetteljes kapcsolatukra emlékezve önmagukat hibáztatják a dühkitörésekért, amelyeknek oka az elkeseredés, a düh és a kiszolgáltatottság érzése a betegséggel szemben. Emellett még ők maguk is félnek attól, hogy egyszer majd ők is demenciában fognak megbetegedni. Ehhez jönnek a pénzügyi gondok, mivel sokszor munkahelyük feladására kényszerülnek, és az állam nem ismeri el, hogy egy ápoló munkáját végzik el, amiért csak segély összegű juttatást, vagy még annyit sem kapnak. Emellett lehet, hogy részben a pénzügyi gondok miatt az eddigi lakóhelyüket is el kell hagyniuk. Mindez depressziót okozhat, vagy pszichoszomatikus betegséget eredményezhet. Ezek sokszor csak a demens beteg halála után jelentkeznek, amikor az otthoni ápolást végző személy újra be akar illeszkedni a normális életbe. A gyászolók csoportjai segíthetnek feldolgozni a veszteséget, és visszatérni a társas közegekbe.
Az ápoló családtag magára vesz minden támadást, ami az általa ápoltat éri. Hogyha a beteg viselkedése értelmetlen, akkor rosszindulatot feltételeznek. Mindezek miatt az ápoló családtagnak és a betegnek együtt segítséget kell kérnie pszichiáternél, a hasonló problémákkal küzdők csoportjainál, egy demencia-tanácsadóban, vagy jobban elosztani a feladatokat a családban. Ez utóbbi lehetőség azonban többnyire nem működőképes.
Tanácsos már a diagnózis után megfelelő lakást keresni, ahol majd a késői fázisban is úgy élhet a beteg, hogy tudja fogadni a látogató rokonokat, és a későbbi gondozásról is említést kell tenni. Sok öregek otthona nem tudja fogadni a demens betegeket, amelyek pedig fel vannak készülve, ott hosszú a várakozási idő.

### A kamasz családtagok helyzete
A betegség első tünetei gyakran már 55 éves kor körül jelentkeznek. A hosszú, lappangó lefutás miatt a kamasz bizonytalanná válhat és elveszítheti az ősbizalmát a beteggel szemben. Mivel ez a párválasztásra is kihat, ezért javasolják az önsegélyező csoportokba járást. Példaként az Anonim Alkoholisták csoportjának tizenéves alcsoportja említhető.

### A családtagok környezetének helyzete
Csak kevés ismerős, vagy közeli barát tudja jól kezelni a helyzetet. Egyesek gyorsan visszavonulnak, mások gátlások nélkül kifejezik véleményüket, hogy nemcsak a beteget kezelik gyerekként. Kellemetlen kérdéseket tesznek fel, és kéretlen tanácsokat adnak, amelyek kellemetlenül érintik a családtagokat, például a gondozás költségeit firtatják, vagy az eutanáziát javasolják.
Az akut szakaszban a családtagoknak nincs erejük ahhoz, hogy magyarázkodjanak, emiatt inkább megszakítják ezeket a kapcsolatokat. A kéretlen tanácsadók gyakran még a beteg halála után is újra felbukkannak, és drasztikus azonnali újrakezdést javasolnak, vagy szakirodalmat, rendezvényeket ajánlanak Alzheimer-kór, illetve demencia témában, még akkor is, ha a családtagok erre semmi érdeklődést sem mutatnak. Nagy lelkierőt és sok következetességet igényel, hogy sértődés nélkül megszakítsák az efféle kapcsolatokat. Itt is segíthetnek az önsegélyező csoportok.

## Gazdasági hatásai
2004-ben a német szövetségi kormány a demencia kezelésére és ápolására költött összeget 26 milliárd euróra becsülte. Az összeg 30%-át az otthon ápoló családtagok költötték el. Az akkori becslések a költségek további növekedését várták, és 2010-re 36,3 milliárd eurót irányoztak elő. Ez azonban az egyre kisebb családok és háztartások miatt tovább nőhet.

## Története
A 18. századig a demencia különféle értelmi zavarokat jelölt fiatal- és időskorban egyaránt, és gyengeelméjűséget jelentett. Jean-Étienne Esquirol 1827-ben különbséget tett a veleszületett és a szerzett gyengeelméjűséget, és a démence szót csak az utóbbira használta. A német nyelvű szakirodalomban sokáig csak a késői szakaszt jelölte. Eugen Bleuler 1916-ban nem specifikus agyszervi pszichoszindrómaként írta le kognitív és érzelmi zavarokkal, meg a személyiség megváltozásával, mint a krónikus agybetegségek pszichopatologikus következményét. Fia, Manfred Bleuler 1951-ben ebből elkülönítette az agyra lokalizált pszichoszindrómát, és rámutatott annak hasonlóságára az endokrin eredetű pszichés zavarokkal. A modern osztályozási rendszerek, mint a ICD-10 és a DSM-IV sokat bővítettek a demencia definícióján. Ma már a demencia nemcsak a kognitív zavarokat jelenti, hanem a magasabb pszichés funkciók  szerzett komplex zavarmintázatát is. Ezek lehetnek visszafordíthatók vagy visszafordíthatatlanok, de nem magyarázhatók tudatzavarral és a gondolkodás és a mindennapi élet zavarával járnak.

### Tankönyvek
- Naomi Feil, Vicki de Klerk-Rubin: Validation. Ein Weg zum Verständnis verwirrter alter Menschen. 9., überarbeitete und erweiterte Auflage. Reinhardt, München u. a. 2010, ISBN 978-3-497-02156-7.
- Hans Förstl (Hrsg.): Demenzen in Theorie und Praxis. 3., aktualisierte und überarbeitete Auflage. Springer, Berlin u. a. 2011, ISBN 978-3-642-19794-9.
- Hans Förstl (Hrsg.): Lehrbuch der Gerontopsychiatrie und -psychotherapie. Grundlagen, Klinik, Therapie. 2., aktualisierte und erweiterte Auflage. Thieme, Stuttgart u. a. 2003, ISBN 3-13-129922-3.
- Esme Moniz-Cook, Jill Manthorpe: Frühe Diagnose Demenz. Rechtzeitige evidenzbasierte psychosoziale Intervention bei Menschen mit Demenz. Huber, Bern 2010, ISBN 978-3-456-84806-8.
- Harmut Reinbold, Hans-Jörg Assion: Dementicum. Kompaktwissen über Demenz und Antidepressiva. PGV – PsychoGen-Verlag, Dortmund 2010, ISBN 3-938001-07-0.
- Frank Schneider: Demenz. Der Ratgeber für Patienten und Angehörige. Verstehen, therapieren, begleiten. Herbig, München 2012, ISBN 978-3-7766-2688-9.

Pflege
- Heidi Ahlborn: Tilla. Eiskönigin wider Willen. Erlebnisbericht. Ein wahre Geschichte über das Leben mit Demenz. Mira-Motta-Verlag, Friedland 2013, ISBN 978-3-9815410-0-7.
- Erwin Böhm: Ist heute Montag oder Dezember? Erfahrungen mit der Übergangspflege. 9. Auflage. Psychiatrie-Verlag, Bonn 2005, ISBN 3-88414-062-0.
- Erwin Böhm: Alte verstehen. Grundlage und Praxis der Pflegediagnose. 9. Auflage. Psychiatrie-Verlag, Bonn 2005, ISBN 3-88414-124-4.
- Erwin Böhm: Verwirrt nicht die Verwirrten. Neue Ansätze geriatrischer Krankenpflege. 14. Auflage. Psychiatrie-Verlag, Bonn 2006, ISBN 978-3-88414-097-0.
- Thomas Buchholz, Ansgar Schürenberg: Basale Stimulation in der Pflege alter Menschen. Anregungen zur Lebensbegleitung. 4., vollständig überarbeitete und erweiterte Auflage. Huber, Bern 2013, ISBN 978-3-456-85302-4.
- Gerald Gatterer, Antonia Croy: Leben mit Demenz. Praxisbezogener Ratgeber für Pflege und Betreuung. Unter Mitarbeit von Gabriela Neubauer, Michael Schmieder und Hans Georg Zapotoczky. Springer, Wien u. a. 2005, ISBN 3-211-00804-7.
- Erich Grond: Pflege Demenzkranker. 3., vollständig überarbeitete Auflage. Schlütersche, Hannover 2005, ISBN 3-89993-431-8 (Lehrbuch für Pflegeberufe).
- Sven Lind: Demenzkranke Menschen pflegen. Grundlagen, Strategien und Konzepte. 2., korrigierte und ergänzte Auflage. Huber, Bern u. a. 2007, ISBN 978-3-456-84457-2.
- Erika Steinbrecher: Behnkes Erben – Verwirrungen. Edition Godewind, Bad Kleinen 2012, ISBN 978-3-940206-47-3.

### Szakmai társaságok
- S3-Leitlinie Psychosoziale Therapien bei schweren psychischen Erkrankungen In AWMF online (Stand 25. Oktober 2012).
- Bundesarbeitsgemeinschaft Hospiz e. V. (Hrsg.): MIT-GEFÜHLT. Curriculum zur Begleitung Demenzkranker in ihrer letzten Lebensphase. Der Hospiz-Verlag, Wuppertal 2004, ISBN 3-9808351-4-6.
- DEGAM-Leitlinie: Demenz (DEGAM = Deutsche Gesellschaft für Allgemein- und Familienmedizin), AWMF-Registernummer 053/021 (online: Volltext, Patientenversion, Leitlinienreport, Stand 10/2008).
- S3-Leitlinie: Demenzen der Deutschen Gesellschaft für Psychiatrie, Psychotherapie und Nervenheilkunde (DGPPN) und der Deutschen Gesellschaft für Neurologie (DGN), AWMF-Registernummer 038/013 (online: Langfassung, Kurzfassung, Leitlinien-Report, Leitlinien-Synopse), Stand 11/2009.

### Egyebek
- Tom Kitwood: Demenz. Der person-zentrierte Ansatz im Umgang mit verwirrten Menschen. Huber, Bern 2008, ISBN 3-456-84568-5.
- Christian Kolle: Ein Überblick über aktuelle sozialwissenschaftliche Forschung zur Thematik „Demenz“ (PDF, 96 S.; 524 kB), GESIS, März 2008.
- Ursula Schmid: Seelen Spiegel Bilder. Die fremde Welt der Demenz. Schlütersche Verlagsgesellschaft, ISBN 978-3-89993-284-3.
- Andrea Flemmer: Demenz natürlich behandeln. Das können Sie selbst tun. So helfen Sie als Angehöriger. Schlütersche Verlagsgesellschaft, Hannover 2012, ISBN 978-3-89993-624-7.

## Fordítás
- Ez a szócikk részben vagy egészben  a   Demenz című német Wikipédia-szócikk fordításán alapul.  Az eredeti cikk szerkesztőit annak laptörténete sorolja fel. Ez a jelzés csupán a megfogalmazás eredetét és a szerzői jogokat jelzi, nem szolgál a cikkben szereplő információk forrásmegjelöléseként.